# Eritrean National Football Federation
Die Eritrean National Football Federation (ENFF; arabisch اتحاد إريتريا لكرة القدم) ist der Dachverband der Fußballvereine in Eritrea. Er hat seinen Sitz in der Hauptstadt Asmara.
Der ENFF ist seit 1998 Mitglied der FIFA und des afrikanischen Fußballverbandes CAF. Zudem ist Eritrea Mitglied des Zusammenschlusses ost- und zentralafrikanischer Fußballverbände (CECAFA).

## Ligen und Wettbewerbe
- Eritrean Premier League

## Nationalmannschaften
- Eritreische Fußballnationalmannschaft der Männer
- Eritreische Fußballnationalmannschaft der Frauen